# Philoliche discincta
Philoliche discincta är en tvåvingeart som först beskrevs av Günther Enderlein 1925.  Philoliche discincta ingår i släktet Philoliche och familjen bromsar.
Artens utbredningsområde är Angola. Inga underarter finns listade i Catalogue of Life.